# حادثه مودان
حادثه مودان (انگلیسی: Mudan incident) قتل‌عام ۵۴ ملوان از مردم ریوکیو در تایوان تحت حکومت چینگ بود که پس از کشتی غرق شدن کشتی در قسمت مرکزی تایوان سرگردان بودند.